# Nadcap
 (juillet 2014).
Nadcap (pour « National Aerospace and Defense Contractors Accreditation Program ») est un projet de collaboration créé en 1990 aux États-Unis par la Society of Automotive Engineers (SAE) pour l’assurance qualité dans les secteurs de l’aérospatiale et de la défense. Son objectif est double : améliorer la qualité et réduire les coûts en supprimant la duplication de mêmes contrôles à divers échelons.
Le programme Nadcap est administré par le Performance Review Institute (PRI).